# Vitória Futebol Clube (Espírito Santo)
El Vitória Futebol Clube es un club brasileño de fútbol profesional, radicado en la ciudad de Vitória, capital del Estado de Espírito Santo, Brasil.
Conocido como "el glorioso albiañil de Bento Ferreira" (barrio donde está localizada su sede social y su estadio Salvador Venâncio da Costa, inaugurado en 1967), es el club profesional más antiguo de Espírito Santo. Fue fundado el 1 de octubre de 1912.
Es el único club capixaba que posee un título internacional, conquistado cuando fue campeón de la Copa Presidente Park Chung-hee en Seúl (Corea del Sur) en 1979. La competición contó con 10 equipos de 9 países. El albiañil capixaba estuvo encuadrado en el grupo B, junto con el Chungmu (subcampeón coreano) y las selecciones de Indonesia, Tailandia y Malasia, mientras que el grupo A participaron el Hwarang (campeón coreano) y las selecciones de Bangladés, Sudán, Sri Lanka y Bahrain. El Vitória fue el único representante de Brasil aquel año y consiguió el campeonato.
Actualmente ocupa con 350 puntos la posición número 145 en el Ranking de CBF.

## Títulos

### Internacional
- Copa Presidente Park Chung-Hee (1979)

### Estatales
- Campeonato Capixaba: 10 veces (1920, 1932, 1933, 1943, 1950, 1952, 1956, 1976, 2006, 2019)
- Campeonato Capixaba - Serie B: 2 veces (2009, 2016)
- Copa Espírito Santo: 4 veces (2009, 2010, 2018, 2022)
- Taça Estadual: 3 veces (1950, 1952, 1976)
- Taça Cidade de Vitória: 8 veces (1920, 1932, 1933, 1943, 1950, 1952, 1956, 1972)
- Torneo Inicio: 11 veces (1917, 1919, 1933, 1937, 1939, 1944, 1945, 1950, 1958, 1966, 1983)

## Participaciones en competiciones nacionales e internacionales
- 1977 - Campeonato Brasileiro (Serie A)
- 1979 - Copa Presidente Park Chung-Hee (Seúl, Corea del Sur): Campeón
- 1980 - Campeonato Brasileiro (Serie B)
- 1981 - Campeonato Brasileiro (Serie B)
- 1981 - Copa Presidente Park Chung-Hee (Seúl, Corea del Sur): Subcampeón
- 1985 - Campeonato Brasileiro (Serie B)
- 1994 - Campeonato Brasileiro (Serie C)
- 1995 - Campeonato Brasileiro (Serie C)
- 1996 - Campeonato Brasileiro (Serie C)
- 2006 - Campeonato Brasileiro (Serie C)
- 2007 - Copa do Brasil